# Nordkorea ved sommer-OL 2024
Nordkorea deltog i sommer-OL 2024 i Paris, Frankrig i perioden 26. juli til 11. august 2024.
Udøvere for Nordkorea vandt tilsammen seks medaljer.

## Medaljer
| 2024 Paris | Guld | Sølv | Bronze | Total |
| Nordkorea  | 0    | 2    | 4      | 6     |

### Medaljevinderne
| Nordkorea under sommer-OL 2024 i Paris | Nordkorea under sommer-OL 2024 i Paris | Nordkorea under sommer-OL 2024 i Paris | Nordkorea under sommer-OL 2024 i Paris | Nordkorea under sommer-OL 2024 i Paris |
| Medalje                                | Navn                                   | Sport                                  | Event                                  | Dato                                   |
| -------------------------------------- | -------------------------------------- | -------------------------------------- | -------------------------------------- | -------------------------------------- |
| Sølv                                   | Ri Jong-sik Kim Kum-yong               | Bordtennis                             | Mixed double                           | 30. juli                               |
| Sølv                                   | Kim Mi-rae Jo Jin-mi                   | Udspring                               | Women's synchronized 10 m platform     | 31. juli                               |
| Bronze                                 | Pang Chol-mi                           | Boksning                               | Damernes 54 kg                         | 4. august                              |
| Bronze                                 | Kim Mi-rae                             | Udspring                               | Women's 10 m platform                  | 6. august                              |
| Bronze                                 | Ri Se-ung                              | Brydning                               | Men's Greco-Roman –60 kg               | 6. august                              |
| Bronze                                 | Choe Hyo-gyong                         | Brydning                               | Women's freestyle –53 kg               | 8. august                              |